# IES Merindades de Castilla
El Instituto de Educación Secundaria Merindades de Castilla (IES Merindades de Castilla) es un centro educativo público del municipio de Villarcayo (Castilla y León, España). Este instituto es el único que ofrece estudios de formación profesional y bachillerato en la mitad occidental de la comarca de Las Merindades.

## Historia

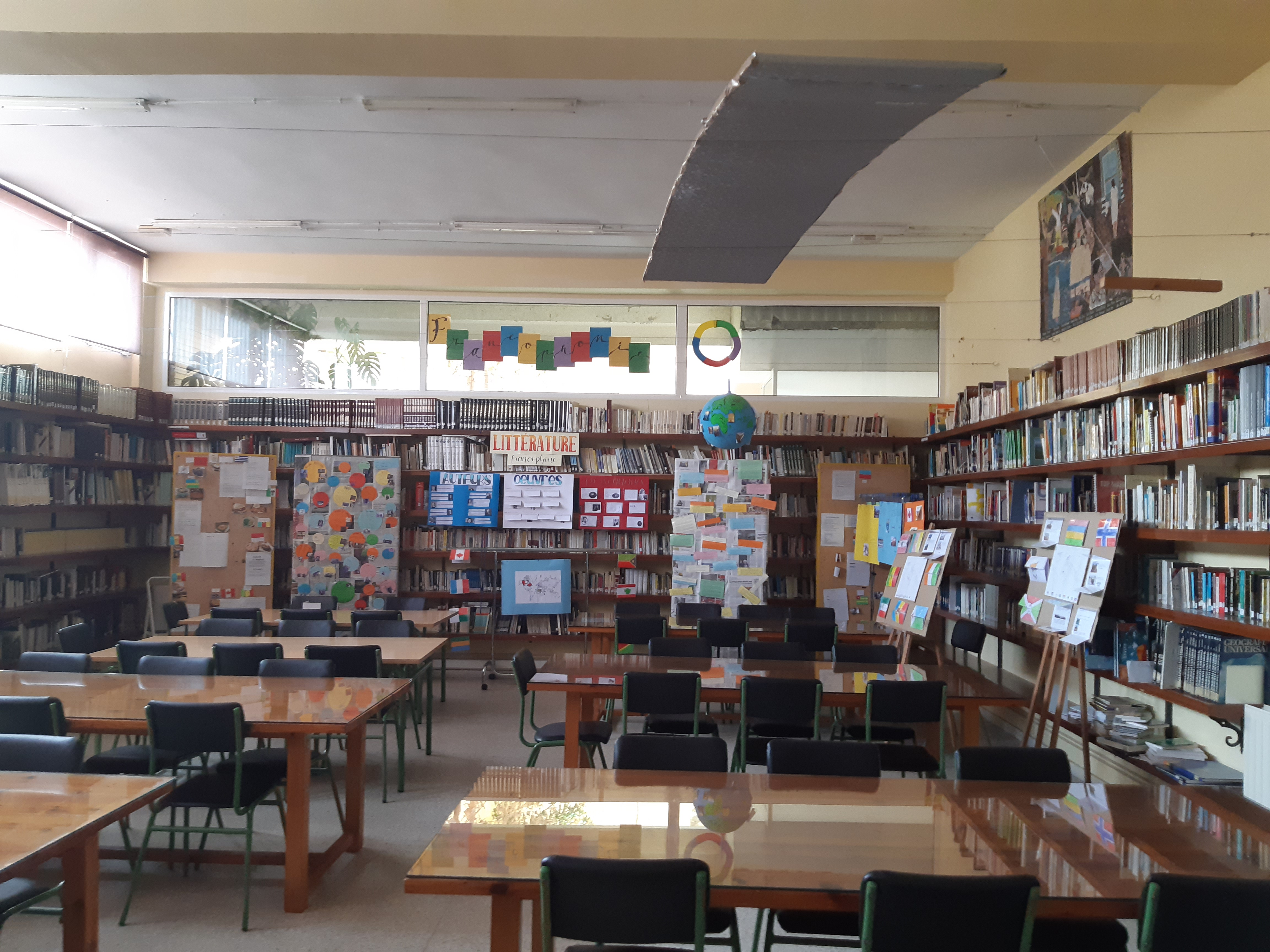
Biblioteca

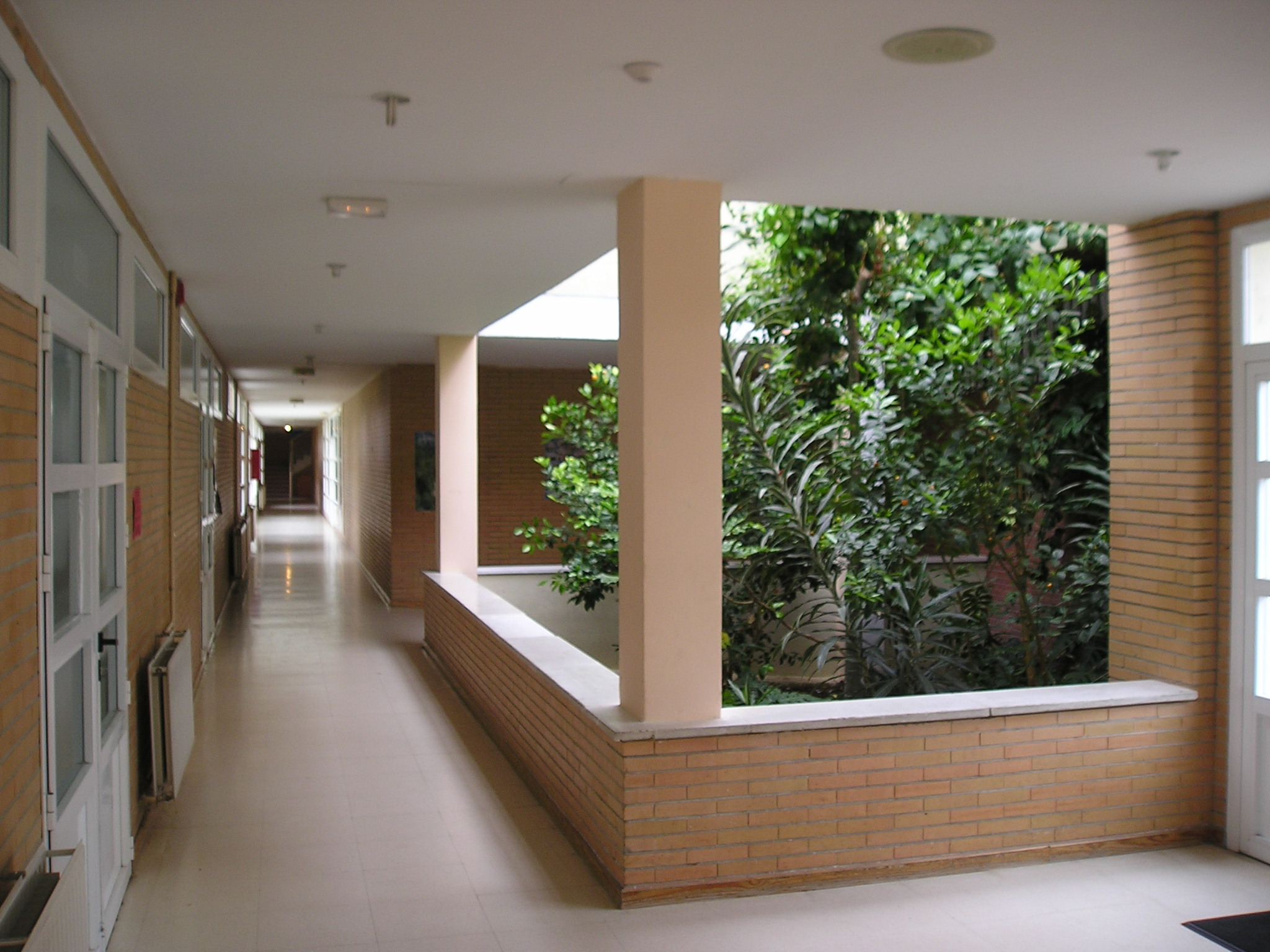
Vista interior del instituto

Se encuentra en un edificio de tres alas unidas por un pasillo que le dan una forma de E: La primera fue en la que se encuentra la entrada principal, que originalmente albergó un colegio de monjas francesas. En la década de 1970 se yergue el segundo bloque, destinado a los talleres de electricidad.

Su nombre definitivo surgiría en 1984, mientras que durante los años 90 se instauraría la mayor parte de su oferta académica actual. La construcción del tercer cuerpo del edificio y el pasillo entre los tres, ambos en esa misma época, le daría su característica forma.

## Instalaciones
Este instituto cuenta con patio, conserjería, gimnasio, sala de usos múltiples, aulas de informática, laboratorios, y talleres de electricidad, entre otros. También lo visita periódicamente un bibliobús.

## Valores
La cultura académica de este instituto incluye charlas y actividades principalmente en concienciación en igualdad de género, cultura de paz y defensa del patrimonio histórico y cultural; pero también está notablemente marcada por temas como la tolerancia religiosa, el espíritu crítico y la importancia del deporte.

### El monasterio de Santa María de Rioseco
Este instituto, por el que han pasado maestros con un profundo conocimiento de historia y arte, siempre ha tenido profesores y alumnos involucrados en la restauración del Monasterio de Santa María de Rioseco, reconocido como Bien de Interés Cultural. Esto ha derivado en que el instituto hiciera las veces de altavoz social de esta causa.

## Enseñanzas impartidas
Ofrece los siguientes niveles de formación:
- Formación profesional básica: En servicios comerciales o cocina y restauración
- Educación secundaria obligatoria (ESO): Con la posibilidad de elegir diversificación en el segundo ciclo
- Formación profesional media: Programas de gestión administrativa, instalaciones eléctricas y automáticas o cocina y gastronomía
- Bachillerato: En las modalidades de ciencias y tecnología o humanidades y ciencias sociales
- Formación profesional superior: Itinerario de administración y finanzas o cocina

Los cuales también complementan los que ofrece el Instituto Conde Sancho García de Espinosa de los Monteros.